# Gymnoscelis hagia
Gymnoscelis hagia là một loài bướm đêm trong họ Geometridae.